# Demoniac
Demoniac foi uma banda de black metal da Nova Zelândia. Surgiu em 1993, e acabou em 1999, com a saída de todos os integrantes da banda, exceto Lindsay Dawson, que fundaram a banda de power metal DragonForce.

## Biografia
No início, o Demoniac era uma banda de black metal. Herman Li Dawson adotou o nome de “Behemoth” e  Sam Totman, “Heindall”, e usavam pinturas como corpse paint, para representar a sonoridade black metal da banda.
No ano seguinte, o Demoniac conta com The Magus no teclado, e o baterista Mark Hammill, da banda Head Like a Hole. Com essa formação, foi lançado em 1994 o primeiro álbum da banda, "Prepare for War". Após o lançamento do disco, The Magus deixou a banda.
Em 1996, a banda lançou o seu segundo álbum, “Stormblade”, com músicas mais melódicas como "Hatred is Purity" e "Niggerslut", mas que mantinham a sonoridade pesada da banda. Em 2008, em uma entrevista para a revista Kerrang, Sam Totman foi questionado sobre o que aparentava ser uma inclinação dele ao movimento White Power, que era notado em algumas músicas da banda. Ele alegou que não era só ele quem era responsável pelas composições da banda, e que discordava das ideias experessas nas letras. Disse também que é errado julgar as suas músicas por suas composições à política delas, e que poderiam ser apreciadas independentemente de seu conteúdo. De qualquer forma, a entrada de Herman Li, um chinês, parecia indicar também que suas músicas poderiam ser entendidas como ironia, ou que qualquer especulação de neonazismo, que eram particularmente fortes, fracassaria com o passar dos anos.
Após o “Stormblade”, a banda assinou com o selo francês Osmose Productions e fez apresentações no Leste Europeu na “World Domination Tour”, com bandas como Dark Tranquility, Enslaved e outras bandas do gênero. A esse ponto, Dawson e Totman deicidiram permanecer na Inglaterra e Hamill saiu da banda.
Em 1998, Herman Li entrou para a banda, e em outubro do mesmo ano, Matej Setinc substituiu Hamill. A banda começou a desenvolver um estilo mais voltado ao Power Metal e Speed Metal, dispensando a ideologia do Black Metal. Em janeiro de 1999, o Demoniac foi para gravar o seu terceiro disco, “The Fire and the Wind”, produzido por Mags, o mesmo produtor dos álbuns do Cradle of Filth. A capa original, que continha uma foto em preto e branco de um dos integrantes bebendo enquanto fazia sexo foi banida. A capa final foi censurada, embora aparentava ser a mesma imagem da original.
Enquanto Dawson tocava baixo em todas as músicas da banda, uma decisão fez eles contratarem outro baixista para lhe proporcionar um descanso nas apresentações ao vivo. Diccon Harper, ex-integrante da banda de Death Metal “Voice of Destruction” juntou-se ao Demoniac.
No fim desse ano, porém, o Demoniac chegava ao fim. Todos os membros, exceto Dawson, formaram a banda “DragonHeart”, junto com ZP Theart. Mais tarde, a banda passou a se chamar Dragonforce. Mais tarde, Dawson fez uma participação no terceiro álbum da banda, “Inhuman Rampage”.

## Integrantes
- Lindsay Dawson- Vocal, guitarra base, baixo
- Diccon Harper- Baixo
- Matej Seting- Bateria
- Herman Li- Guitarra solo/base, backing vocals
- Sam Totman- Guitarra solo/base, teclado

### Ex Integrantes
- The Magus- Teclado
- Mark Hamill- Bateria
- Herman Li - Guitarra
- Sam Totman - Guitarra

## Discografia
- 1994- Prepare for War
- 1997- Stormblade
- 2000- The Fire and the Wind

Demos
- 1993- Rehersal '93
- 1994- The Birth of Diabolical Blood
- 1999- Demons of the Night